# Stato di paura
Stato di paura (State of Fear) è un romanzo di Michael Crichton pubblicato nel 2004. È un techno-thriller che affronta il tema dell'ecoterrorismo.

## Trama
Peter Evans, un avvocato, lentamente assiste a tutti gli improvvisi cambiamenti climatici e con gli altri personaggi deve bloccare le cause di questi mutamenti, ovvero gli ecoterroristi dell'ELF, probabilmente collegati al gruppo ambientalista NERF guidato dal carismatico Nicholas Drake e sovvenzionato dal milionario filantropo Morton.

## Temi
Il tema principale del libro è quello legato al surriscaldamento globale, che Crichton espone secondo il suo interessante punto di vista. Nell'opera alcuni personaggi senza scrupoli fomentano la preoccupazione della popolazione per la salvaguardia dell'ambiente per poi sfruttare lo "stato di paura" creatosi per fini personali (vendita di libri, macchine, apparecchi "rispettosi dell'ambiente", ecc.).
I "cattivi" tentano di raggiungere i loro scopi generando disastri ambientali mediante apparecchiature futuribili in grado di controllare i fenomeni naturali, un vero e proprio terrorismo ambientale a scopo di lucro.
Il romanzo affronta, portando numerose prove e fonti, il tema dell'ambientalismo, diventato per alcuni una nuova forma di business multinazionale che ha bisogno di emergenze, vere o create mediaticamente, per preservare sé stesso ed i propri lauti guadagni fatti di fondi pubblici, donazioni, royalties, ecc.
Questa tesi innovativa e decisamente fuori dal coro, ha creato serie critiche riguardo al libro che è stato al centro di numerosi dibattiti.

## Critica e premi
Il libro ha anche ricevuto il premio giornalistico American Association of Petroleum Geologists (AAPG) nel 2006.